# Алпиниста (филм)
Алпиниста (енгл. Cliffhanger) је амерички филм из 1993. године који је режирао Рени Харлин. 

## Радња
Планинарски спасиоци Габријел "Гејб" Вокер и његова девојка Џеси Дијан покушавају да пребаце њиховог колегу Хала Такера и његову девојку Сару до хеликоптера уз помоћ сајле, пошто је Хал повредио колено док су се њих двоје пели до једног од врхова Стеновитих планина у Колораду. Док покушавају да избаве Сару, пластична копча њеног сигурносног појаса пукне. Иако Гејб у последњем тренутку успева да је зграби за руку, рука јој исклизне из рукавице, те она падне и погине. Хал криви Гејба за Сарину смрт, а Гејб, савладан грижом савести, узме продужено одсуство.
Осам месеци касније Гејб се врати у спасилачку станицу да покупи остатак својих ствари и покуша да убеди Џеси да оде с њим, али Џеси одлучи да остане. За то време у станицу стигне позив у помоћ од групе залуталих алпиниста. Хал се упути да нађе алпинисте, а Џеси успева да убеди Гејба да му помогне. Хал и даље не може да опрости Гејбу Сарину смрт и у једном тренутку га, у нападу беса, замало баци са литице. Када пронађу алпинисте, они открију да је позив у помоћ био лажњак, а да су "алпинисти", у ствари, банда међународних лопова коју предводи бивши војни обавештајац Ерик Квејлен. Квејлен је претходно, уз асистенцију Ричарда Траверса, корумпираног агента Министарства финансија САД, покушао да у ваздуху украде сто милиона долара (у новчаницама од хиљаду долара, које нису у оптицају) из авиона Министарства финансија, који је превозио новац из Денвера у Сан Франциско. План им се изјаловио када им је наизглед мртав тајни агент ФБИ-ја Матесон аутоматским пиштољем изрешетао и оштетио хидраулику, срушивши им авион свега неколико секунди пре експлозије темпиране бомбе у авиону Министарства финансија. Пад авиона преживели су Квејлен, Кинет, Делмар, Хелдон, Рајан, пилоткиња Кристел и Траверс, који се претходно, уз помоћ сајле, пребацио у њихов авион. Приликом пада, три кофера са новцем, од којих сваки садржи по 33,3 милиона долара, спала су са сајле, те они заробе Гејба и Хала, терајући их да нађу кофере уз помоћ одашиљача које има сваки кофер.
Хал и Гејб их одведу до најближег кофера, до којег је неопходно попети се по стрмој стени. Квејлен пошаље Гејба по кофер без јакне и само са планинарским ужетом, али када Квејлен одлучи да им нису потребна два водича и нареди својим људима да "пензионишу" Гејба кад сиђе, Хал наглас упозори Гејба да не силази, јер ће га убити, пре него што га Делмар повуче натраг и упери оружје у њега. Квејлен нареди Кинету и Хелдону да свуку Гејба доле, али Гејб успева да пресече уже и ослободи се. Квејлен нареди својима да отворе ватру на Гејба, изазвавши лавину у којој Хелдон погине, а Гејб баци кофер са стене, ком приликом се новац разлети по планини. Видевши како новац из првог кофера лети унаоколо, Квејлен верује да је Гејб мртав, те нареди Халу да их одведе до следећег кофера. Гејб побегне у напуштену планинарску колибу, где затекне Џеси. Њих двоје узму стару планинарску опрему и журно се упуте ка другом коферу да предухитре Квејлена. У међувремену, када Хал види двојицу својих пријатеља, младе падобранце-авантуристе Брета и Евана, он их упозори да беже пре него што Квејлен нареди својим људима да отворе ватру на њих. Брет је убијен, док је Еван рањен, мада успева да у последњем тренутку скочи падобраном са планине. Када Квејлен увече стигне до другог кофера, затекне празан кофер са једном једином новчаницом, на којој је исписана порука "Да се трампимо?" Схвативши да је Гејб још увек жив, Квејлен нареди својима да се раздвоје, нађу и убију Гејба. Квејленови људи дају се у потрагу за Гејбом уз помоћ ноћних визира. Рајан је на трагу Гејбу, али га Гејб заслепи сигналном бакљом, савлада га и баци га са планине. Хал и Квејленови људи преноће у старој планинарској колиби, а Гејб и Џеси у пећини испод планине, спаљујући новчанице из другог кофера да би се угрејали.
Сутрадан ујутро обе групе се упуте ка последњем коферу. Гејб и Џеси иду кроз пећину да би предухитрили Квејленове људе. Кинет спази Гејба како извирује из пећине, али Гејб побегне натраг у њу. Кинет се спусти у пећину планинарским ужетом и почне да брутално премлаћује Гејба не би ли га натерао да му преда новац, не верујући да га је Гејб спалио у пећини. Гејб тешком муком савлада Кинета и убије га тако што га набоде на сталактит. Путем радија, који је остао за једним од плаћеника, Гејб покуша да контактира Френка, пилота њиховог спасилачког хеликоптера, али га Хал упозори на експлозив који је Квејлен поставио изнад њих на планини. Френк спази Евана, који се падобраном заглавио у дрвећу и спасе га, успут обавестивши власти. Спазивши Френков хеликоптер, Квејлен нареди Кристел да му привуче пажњу сигналном бакљом, али Френк прекасно схвати да је у питању замка, а Делмар га убије. Држећи Френково тело у загрљају, Хал потајно зграби Френков нож. Када Траверс лоцира последњи кофер на трагачу, он саопшти Делмару да им Хал више није потребан. Делмар, иначе бивши енглески фудбалер, почне да шутира Хала по планини као фудбалску лопту, али га Хал рани Френковим ножем у ногу, а потом га убије његовом сачмаром и баци га са планине. У међувремену Гејб стигне до трећег кофера пре Квејленових људи и покупи новац у врећу. Траверс се у очају одметне од Квејлена и оде самостално у потрагу за Гејбом. Гејб се сакрије у залеђену реку и одатле упуца Траверса пиштољем за пробијање леда.
Џеси махањем одврати пажњу Квејлену у хеликоптеру, верујући да је то Френк, а Квејлен је узме за таоца. Квејлен путем радија захтева од Гејба и Хала да му предају преостали новац у замену за Џеси, запретивши да ће је у противном убити. Гејб захтева од Квејлена да претходно спусти Џеси из хеликоптера, што Квејлен невољно учини. Гејб, међутим, баци врећу с новцем на елису хеликоптера, која га исече. Разјарен, Квејлен покуша да убије Гејба хеликоптером, али Гејб закачи чекрк хеликоптера за челичну леству на стени. Хал се придружи, испаливши неколико хитаца из сачмаре и онеспособивши елису хеликоптера. Лества пукне и остави Гејба и Квејлена на олупини хеликоптера која виси о чекрк. Гејб савлада Квејлена и избави се пре него што се олупина хеликоптера откине са сајле чекрка и падне, убивши Квејлена. На лице места стигну агенти Минитарства финансија, које предводи агент Волтер Рајт. Рајт пошаље спасилачки хеликоптер по Гејба, Хала и Џеси.

## Улоге
| Глумац              | Улога                 |
| ------------------- | --------------------- |
| Силвестер Сталоне   | Габријел "Гејб" Вокер |
| Џон Литгоу          | Ерик Квејлен          |
| Мајкл Рукер         | Хал Такер             |
| Џенин Тернер        | Џеси Дијан            |
| Рекс Лин            | агeнт Ричард Траверс  |
| Керолајн Гудал      | Кристел               |
| Лион                | Кинет                 |
| Крејг Фербрас       | Делмар                |
| Грегори Скот Каминс | Рајан                 |
| Денис Форест        | Хелдон                |
| Мишел Џојнер        | Сара                  |
| Макс Перлич         | Еван                  |
| Пол Винфилд         | агент Волтер Рајт     |
| Вито Ругинис        | ФБИ агент Метсон      |
| Ралф Вејт           | Френк                 |
| Треј Браунел        | Брет                  |

## Зарада
Филм је у САД зарадио 84.049.211 $.
- Зарада у иностранству - 170.951.000 $
- Зарада у свету - 255.000.211 $